# Slaget vid Reval
Slaget vid Reval ägde rum den 30 juni 1602 under det Andra polska kriget nära dagens Tallinn i Estland.
De polska trupperna leddes av hetmanen Stanisław Żółkiewski mot de svenska trupperna under befäl av Reinhold Anrep, som fördrevs till Reval av hetmanen Jan Zamoyski. Żółkiewski anföll "på frammarsch" med två skvadroner av bevingade husarer. Stormningen däremot misslyckades, och svenskarna satte senare upp spanska ryttare som skydd mot ytterligare ryttaranfall. Żółkiewski skickade sedan sitt lätta kavalleri, som via en flankmanöver anföll svenskarna bakifrån, vilka samtidigt blev anfallna av husarerna framifrån. Till följd av detta blev den svenska linjen bruten.